# Gloeocystidiellum fimbriatum
Gloeocystidiellum fimbriatum är en svampart som beskrevs av Burds., Nakasone & G.W. Freeman 1981. Gloeocystidiellum fimbriatum ingår i släktet Gloeocystidiellum och familjen Stereaceae.   Inga underarter finns listade i Catalogue of Life.